# Santiago Creel
Santiago Creel Miranda, né le 11 décembre 1954 à Mexico, est un homme politique mexicain, membre du Parti action nationale (PAN). Il est président de la Chambre des députés de 2022 à 2023.

## Formation
Santiago Creel obtient une licence à la faculté de droit de l'université nationale autonome du Mexique et continue ses études à l'université de Georgetown, puis à celle de Michoacán, dont il obtient une maîtrise. Il participe au Grupo San Angel, une ONG visant à la démocratisation du Mexique et regroupant des tendances politiques diverses.

## Carrière politique
Il est conseiller citoyen du conseil général de l'Institut fédéral électoral de 1994 à 1996 et député fédéral de 1997 à 2000.
En 2000, il se présente à l'élection au poste de chef de gouvernement de Mexico, qu'il perd au profit du candidat du Parti de la révolution démocratique (gauche) Andrés Manuel López Obrador. Il est nommé ministre de l'intérieur par le président Vicente Fox, poste dont il démissionne en 2005 pour lancer sa campagne à l'investiture du PAN pour l'élection présidentielle de 2006. Il est devancé au premier tour de la primaire avec 35,5 % des votes contre 45,7 % au vainqueur, Felipe Calderón, et annonce qu'il se retire de la course s'il n'emporte pas le second tour. Malgré une sévère défaite (36,2 % contre 50,6 % pour son principal adversaire), il se présente au troisième tour, qu'il perd également.
Il est élu sénateur pour la période 2006–2012 dans le scrutin de liste 2006, puis chef du groupe PAN dans cette assemblée. Il est président du Sénat de 2007 à 2008.
Il est de nouveau député fédéral de 2021 à 2023 et préside la Chambre des députés de septembre 2022 à août 2023.
Le 4 juillet 2023, il présente sa candidature à la présidence du Mexique au titre de l'alliance « Front élargi pour le Mexique ». Le 21 août suivant, il la retire et apporte son soutien à Xóchitl Gálvez.

## Controverses
Il a été impliqué dans deux affaires.
Fin mars 2005, la journaliste Marcela Gómez Salce écrit dans le Milenio Diario au sujet d'une négociation supposée entre Creel, alors ministre de l'intérieur, et Roberto Madrazo, alors président du Partido Revolucionario Institucional (PRI), pour que les députés du PRI votent en faveur de la levée de l'immunité du chef de gouvernement de Mexico, López Obrador du Partido de la Revolución Democrática (PRD) en échange d'avantages économiques en faveur des États gouvernés par le PRI. Le but est de le faire condamner pour non-respect d'une décision de justice et l'écarter de la course à la présidentielle dont il est l'un des favoris. Devant la dénégation du ministre, la journaliste donne sa source : le président du PRI lui-même, qui nie aussitôt. Finalement, la plupart des députés du PRI votent la levée de l'immunité. Cette affaire mine la candidature à l'investiture de Creel, qui est jusqu'alors favori.
En 2006, Creel se voit impliqué dans l'affaire des scandales vidéos de Ahumada, un entrepreneur argentin qui a produit des vidéos à l'encontre de membres du gouvernement de Mexico dirigé par López Obrador. L'entrepreneur a déclaré par vidéo depuis Cuba que Creel et d'autres membres du PAN ont conclu un accord avec lui : la protection en échange de ces vidéos, destinées à miner la candidature de López Obrador à la présidentielle. L'entrepreneur a ensuite démenti en indiquant que ces aveux avaient été forcés par le gouvernement cubain.